# Бирючево (Шекснинский район)
Бирючево (до 2013 года Бирючово) — деревня в Шекснинском районе Вологодской области России. Входит в состав сельского поселения Железнодорожного, с точки зрения административно-территориального деления — в Железнодорожный сельсовет.

## Название
До 2013 года — Бирючово.
21 октября 2013 года переименована в Бирючево.

## География
Расстояние по автодороге до районного центра Шексны — 27 км, до центра муниципального образования Пачи — 9 км. Ближайшие населённые пункты — Покровское, Осташково, Столупино.

## Население
По переписи 2002 года население — 6 человек.